# Ermita de Nuestra Señora de Treviño
L'ermita de Nuestra Señora de Treviño és una església del segle xiii situada en la localitat espanyola d'Avosca, pertanyent a la província d'Osca, a l'Aragó. Està catalogada com a Bé d'Interés Cultural.

## Arquitectura

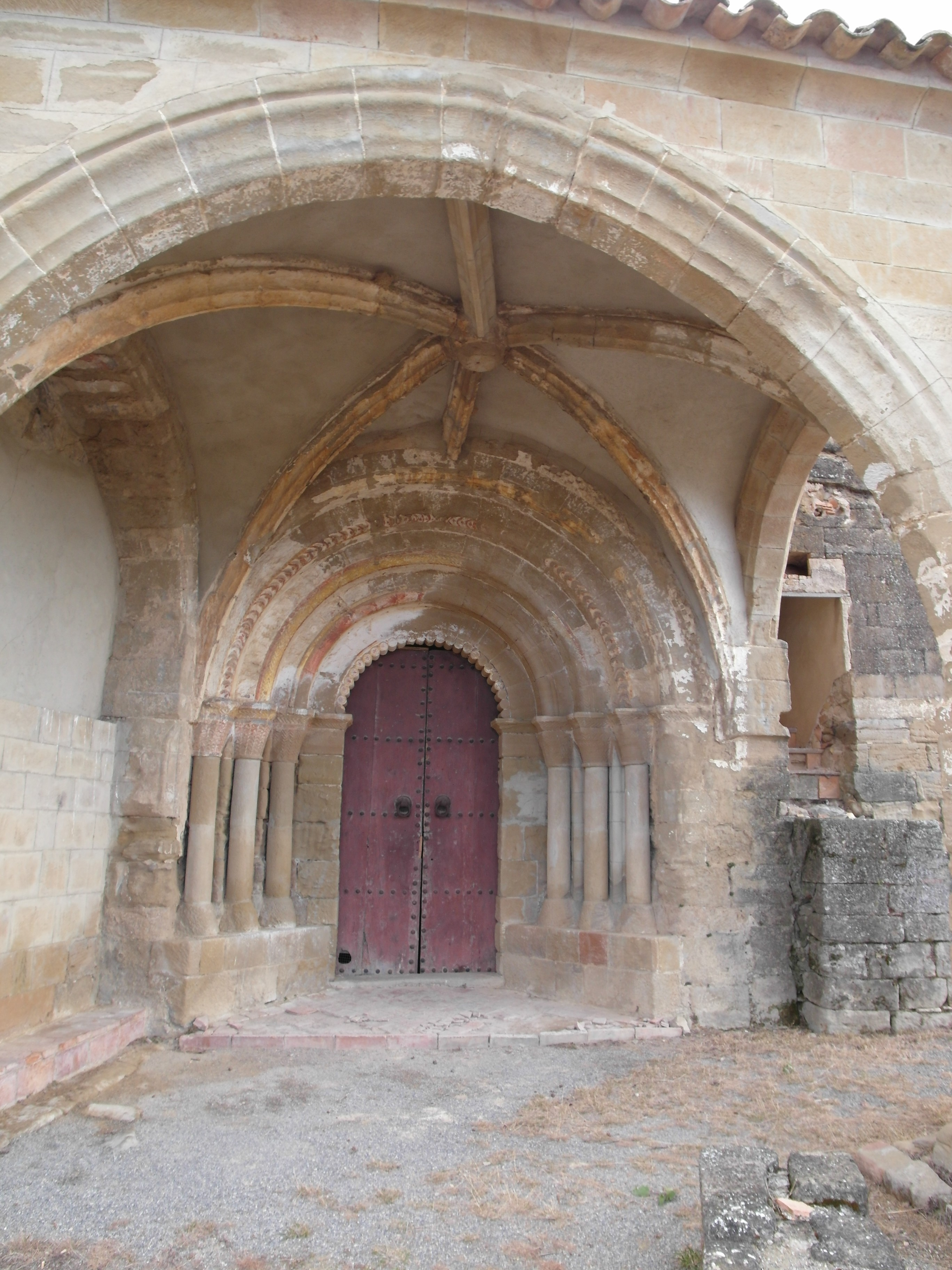
Portada

L'església, consagrada a la Mare de Déu, és una construcció tardoromànica de carreus. Té una portada romànica amb arquivoltes i un porxe gòtic cobert amb volta de grans finestrals. Les capelles laterals de l'església també són afegits d'èpoques posteriors. L'absis està a l'interior del semicercle amb forma poligonal. Són molt nombroses les mènsules suportades en estàtues esculpides. A la façana oest es troba un pòrtic gòtic i una espadanya. A l'església es van trobar restes medievals de murals amb la imatge dels apòstols.
Les restes d'un cementiri prop de l'església mostren la possible presència d'una zona poblada a la qual podria haver pertangut l'església.

## Estatus patrimonial
El 18 de desembre de 1981 va ser declarada Monument Historicoartístic, mitjançant un reial decret publicat el 24 de març de l'any següent en el Butlletí Oficial de l'Estat, amb la rúbrica de Juan Carlos I i de la d'aleshores ministra de Cultura Soledad Becerril. En l'actualitat és considerada Bé d'Interès Cultural.